# Atlanta Tennis Championships
El Torneig d'Atlanta, conegut oficialment com a BB&T Atlanta Open, però tradicionalment U.S. Men's Hard Court Championships, és un torneig de tennis professional que es disputa anualment sobre pista dura a l'Atlantic Station d'Atlanta, Geòrgia, Estats Units. Pertany a les sèries 250 del circuit ATP masculí.

## Història
El torneig es va crear l'any 1988 a Indianapolis amb el nom de U.S. Men's Hard Court Championships quan l'Indianapolis Tennis Center va decidir canviar de superfície, de terra batuda a Deco-Turf II. Com a conseqüència, el U.S. Men's Clay Court Championships es va traslladar d'Indianapolis a Charleston, Carolina del Sud. Degut al canvi, molts tennistes es van interessar a participar en aquest torneig perquè servia com a preparació del US Open, ja que tenien la mateixa superfície.
L'any 2009, l'ATP va adquirir la llicència del torneig perquè en les dues edicions anteriors els va mancar un patrocinador principal. A final d'any van anunciar que la ciutat d'Atlanta havia comprat la llicència. Anteriorment també havia tingut el nom de RCA Championships i Atlanta Tennis Championships. Atlanta havia organitzat anteriorment el torneig Verizon Tennis Challenge entre el 1992 i el 2001.

## Palmarès

### Individual masculí
| Localització | Any  | Campió                                            | Finalista                                         | Resultat                                          |
| ------------ | ---- | ------------------------------------------------- | ------------------------------------------------- | ------------------------------------------------- |
| Atlanta      | 2024 | Yoshihito Nishioka                                | Jordan Thompson                                   | 4−6, 7−6(2), 6−2                                  |
| Atlanta      | 2023 | Taylor Fritz                                      | Aleksandar Vukic                                  | 7−5, 6−7(5), 6−4                                  |
| Atlanta      | 2022 | Alex de Minaur (2)                                | Jenson Brooksby                                   | 6−3, 6−3                                          |
| Atlanta      | 2021 | John Isner (6)                                    | Brandon Nakashima                                 | 7−6(8), 7−5                                       |
| Atlanta      | 2020 | Torneig suspès a causa de la pandèmia de COVID-19 | Torneig suspès a causa de la pandèmia de COVID-19 | Torneig suspès a causa de la pandèmia de COVID-19 |
| Atlanta      | 2019 | Alex de Minaur                                    | Taylor Fritz                                      | 6−3, 7−6(2)                                       |
| Atlanta      | 2018 | John Isner                                        | Ryan Harrison                                     | 5−7, 6−3, 6−4                                     |
| Atlanta      | 2017 | John Isner                                        | Ryan Harrison                                     | 7−6(6), 7−6(7)                                    |
| Atlanta      | 2016 | Nick Kyrgios                                      | John Isner                                        | 7−6(3), 7−6(4)                                    |
| Atlanta      | 2015 | John Isner                                        | Markos Bagdatís                                   | 6−3, 6−3                                          |
| Atlanta      | 2014 | John Isner                                        | Dudi Sela                                         | 6−3, 6−4                                          |
| Atlanta      | 2013 | John Isner                                        | Kevin Anderson                                    | 6−7(3), 7−6(2), 7−6(2)                            |
| Atlanta      | 2012 | Andy Roddick (3)                                  | Gilles Müller                                     | 1−6, 7−6(2), 6−2                                  |
| Atlanta      | 2011 | Mardy Fish (2)                                    | John Isner                                        | 6−4, 4−6, 6−4                                     |
| Atlanta      | 2010 | Mardy Fish                                        | John Isner                                        | 4−6, 6−4, 7−6(4)                                  |
| Indianapolis | 2009 | Robby Ginepri                                     | Sam Querrey                                       | 6−2, 6−4                                          |
| Indianapolis | 2008 | Gilles Simon                                      | Dmitri Tursúnov                                   | 6−4, 6−4                                          |
| Indianapolis | 2007 | Dmitri Tursúnov                                   | Frank Dancevic                                    | 6−4, 7−5                                          |
| Indianapolis | 2006 | James Blake                                       | Andy Roddick                                      | 4−6, 6−4, 7−6(5)                                  |
| Indianapolis | 2005 | Robby Ginepri                                     | Taylor Dent                                       | 4−6, 6−0, 3−0 i retirada                          |
| Indianapolis | 2004 | Andy Roddick                                      | Nicolas Kiefer                                    | 6−2, 6−3                                          |
| Indianapolis | 2003 | Andy Roddick                                      | Paradorn Srichaphan                               | 7−6(2), 6−4                                       |
| Indianapolis | 2002 | Greg Rusedski                                     | Fèlix Mantilla                                    | 6−7, 6−4, 6−4                                     |
| Indianapolis | 2001 | Patrick Rafter                                    | Gustavo Kuerten                                   | 4−2 i retirada                                    |
| Indianapolis | 2000 | Gustavo Kuerten                                   | Marat Safin                                       | 3−6, 7−6(2), 7−6(2)                               |
| Indianapolis | 1999 | Nicolás Lapentti                                  | Vincent Spadea                                    | 4−6, 6−4, 6−4                                     |
| Indianapolis | 1998 | Àlex Corretja                                     | Andre Agassi                                      | 2−6, 6−2, 6−3                                     |
| Indianapolis | 1997 | Jonas Björkman                                    | Carles Moyà                                       | 6−3, 7−6                                          |
| Indianapolis | 1996 | Pete Sampras (3)                                  | Goran Ivanišević                                  | 7−6, 7−5                                          |
| Indianapolis | 1995 | Thomas Enqvist                                    | Bernd Karbacher                                   | 6−4, 6−3                                          |
| Indianapolis | 1994 | Wayne Ferreira                                    | Olivier Delaître                                  | 6−2, 6−1                                          |
| Indianapolis | 1993 | Jim Courier                                       | Boris Becker                                      | 7−5, 6−3                                          |
| Indianapolis | 1992 | Pete Sampras                                      | Jim Courier                                       | 6−4, 6−4                                          |
| Indianapolis | 1991 | Pete Sampras                                      | Boris Becker                                      | 7−6, 3−6, 6−3                                     |
| Indianapolis | 1990 | Boris Becker (2)                                  | Peter Lundgren                                    | 6−3, 6−4                                          |
| Indianapolis | 1989 | John McEnroe                                      | Jay Berger                                        | 6−4, 4−6, 6−4                                     |
| Indianapolis | 1988 | Boris Becker                                      | John McEnroe                                      | 6−4, 6−2                                          |

### Dobles masculins
| Localització | Any  | Campions                                          | Finalistes                                        | Resultat                                          |
| ------------ | ---- | ------------------------------------------------- | ------------------------------------------------- | ------------------------------------------------- |
| Atlanta      | 2024 | Nathaniel Lammons Jackson Withrow (2)             | André Göransson Sem Verbeek                       | 4−6, 6−4, [12−10]                                 |
| Atlanta      | 2023 | Nathaniel Lammons Jackson Withrow                 | Max Purcell Jordan Thompson                       | 7−6(3), 7−6(4)                                    |
| Atlanta      | 2022 | Thanasi Kokkinakis Nick Kyrgios                   | Jason Kubler John Peers                           | 7−6(4), 7−5                                       |
| Atlanta      | 2021 | Reilly Opelka Jannik Sinner                       | Steve Johnson Jordan Thompson                     | 6−4, 6−7(6), [10−3]                               |
| Atlanta      | 2020 | Torneig suspès a causa de la pandèmia de COVID-19 | Torneig suspès a causa de la pandèmia de COVID-19 | Torneig suspès a causa de la pandèmia de COVID-19 |
| Atlanta      | 2019 | Dominic Inglot Austin Krajicek                    | Bob Bryan Mike Bryan                              | 6−4, 6−7(5), [11−9]                               |
| Atlanta      | 2018 | Nicholas Monroe John-Patrick Smith                | Ryan Harrison Rajeev Ram                          | 3−6, 7−6(5), [10−8]                               |
| Atlanta      | 2017 | Bob Bryan Mike Bryan (2)                          | Wesley Koolhof Artem Sitak                        | 6−3, 6−4                                          |
| Atlanta      | 2016 | Johan Brunström Andreas Siljeström                | Andrés Molteni Horacio Zeballos                   | 7−6(2), 6−4                                       |
| Atlanta      | 2015 | Bob Bryan Mike Bryan                              | Colin Fleming Gilles Müller                       | 4−6, 7−6(2), [10−4]                               |
| Atlanta      | 2014 | Vasek Pospisil Jack Sock                          | Steve Johnson Sam Querrey                         | 6−3, 5−7, [10−7]                                  |
| Atlanta      | 2013 | Édouard Roger-Vasselin Igor Sijsling              | Colin Fleming Jonathan Marray                     | 7−6(6), 6−3                                       |
| Atlanta      | 2012 | Matthew Ebden Ryan Harrison                       | Xavier Malisse Michael Russell                    | 6−3, 3−6, [10−6]                                  |
| Atlanta      | 2011 | Alex Bogomolov, Jr. Matthew Ebden                 | Matthias Bachinger Frank Moser                    | 3−6, 7−5, [10−8]                                  |
| Atlanta      | 2010 | Scott Lipsky Rajeev Ram                           | Rohan Bopanna Kristof Vliegen                     | 6−3, 6−7(4), [12−10]                              |
| Indianapolis | 2009 | Ernests Gulbis Dmitri Tursúnov                    | Ashley Fisher Jordan Kerr                         | 6−4, 3−6, [11−9]                                  |
| Indianapolis | 2008 | Ashley Fisher Tripp Phillips                      | Scott Lipsky David Martin                         | 3−6, 6−3, [10−5]                                  |
| Indianapolis | 2007 | Juan Martín del Potro Travis Parrott              | Teimuraz Gabashvili Ivo Karlović                  | 3−6, 6−2, [10−6]                                  |
| Indianapolis | 2006 | Bobby Reynolds Andy Roddick                       | Paul Goldstein Jim Thomas                         | 6−4, 6−4                                          |
| Indianapolis | 2005 | Paul Hanley Graydon Oliver                        | Simon Aspelin Todd Perry                          | 6−2, 3−1 i retirada                               |
| Indianapolis | 2004 | Jordan Kerr Jim Thomas                            | Wayne Black Kevin Ullyett                         | 6−7(5), 7−6(3), 6−3                               |
| Indianapolis | 2003 | Mario Ančić Andy Ram                              | Diego Ayala Robby Ginepri                         | 2−6, 7−6(3), 7−5                                  |
| Indianapolis | 2002 | Mark Knowles Daniel Nestor (2)                    | Mahesh Bhupathi Maks Mirni                        | 4−6, 7−6, 6−4                                     |
| Indianapolis | 2001 | Mark Knowles Brian MacPhie                        | Mahesh Bhupathi Sébastien Lareau                  | 7−6, 6−3                                          |
| Indianapolis | 2000 | Lleyton Hewitt Sandon Stolle                      | Jonas Björkman Maks Mirni                         | 7−6, 4−6, 7−6                                     |
| Indianapolis | 1999 | Paul Haarhuis Jared Palmer                        | Olivier Delaître Leander Paes                     | 6−3, 6−4                                          |
| Indianapolis | 1998 | Jiří Novák David Rikl                             | Mark Knowles Daniel Nestor                        | 7−5, 4−6, 6−1                                     |
| Indianapolis | 1997 | Michael Tebbutt Mikael Tillström                  | Jonas Björkman Nicklas Kulti                      | 7−6, 7−5                                          |
| Indianapolis | 1996 | Jim Grabb Richey Reneberg                         | Petr Korda Cyril Suk                              | 6−0, 7−5                                          |
| Indianapolis | 1995 | Mark Knowles Daniel Nestor                        | Scott Davis Todd Martin                           | 6−3, 7−5                                          |
| Indianapolis | 1994 | Todd Woodbridge Mark Woodforde                    | Jim Grabb Richey Reneberg                         | 6−4, 6−2                                          |
| Indianapolis | 1993 | Scott Davis Todd Martin                           | Ken Flach Rick Leach                              | 3−6, 6−3, 6−2                                     |
| Indianapolis | 1992 | Jim Grabb Richey Reneberg                         | Grant Connell Glenn Michibata                     | 4−6, 6−2, 7−6                                     |
| Indianapolis | 1991 | Ken Flach Robert Seguso                           | Kent Kinnear Sven Salumaa                         | 6−4, 6−3                                          |
| Indianapolis | 1990 | Scott Davis David Pate                            | Grant Connell Glenn Michibata                     | 4−6, 6−2, 6−2                                     |
| Indianapolis | 1989 | Pieter Aldrich Danie Visser                       | Peter Doohan Laurie Warder                        | 7−5, 7−6                                          |
| Indianapolis | 1988 | Rick Leach Jim Pugh                               | Ken Flach Robert Seguso                           | 4−6, 6−3, 6−4                                     |